# Pteropus neohibernicus
Pteropus neohibernicus är en däggdjursart som beskrevs av Peters 1876. Pteropus neohibernicus ingår i släktet Pteropus, och familjen flyghundar.
Inga underarter finns listade i Catalogue of Life. Wilson & Reeder (2005) skiljer mellan två underarter.

## Utseende
Arten saknar svans och når en kroppslängd av 234 till 370 mm och en vikt av 1,0 till 1,5 kg. Den är så störst i släktet Pteropus. Underarmarna är 165 till 224 mm långa, bakfötternas längd är 45 till 78 mm och öronen är 20 till 31 mm stora. Den korta pälsen har allmänt en gulbrun färg. Vid bakdelen förekommer ibland svarta eller röda nyanser. Kännetcknande är en mantel kring axlarna med långa rödbruna hår. Typiskt för huvudet är en långsträckt nos, svarta näsborrar, störa ögon med brun regnbågshinna och en krans av hår samt mörka öron med en spetsig topp. Pteropus neohibernicus har svart flyghud och svarta ställen kring könsorganen. Framtänderna i tanduppsättningen är långa och kindtänderna har flata knölar och en rödbrun färg.

## Utbredningsområde
Denna flyghund förekommer på Nya Guinea, på Bismarckarkipelagen och på flera mindre öar i samma region. Arten vistas i låglandet och i bergstrakter upp till 1400 meter över havet. Habitatet utgörs av tropiska skogar, mangrove, träskmarker och dessutom uppsöks fruktodlingar och trädgårdar.

## Ekologi
Individerna vilar i trädens kronor där de bilar stora kolonier med flera tusen medlemmar. Per kull föds en unge. Ibland ingår exemplar av Pteropus alecto i kolonin. Under en studie från 2010 flög individerna 31 till 73 km under en natt. Längre vandringar kan sträcka sig över 255 till 960 km. Födan utgörs av blommor, frukter och nektar. Ofta äts fikon, frukter från släktena Terminalia och Calophyllum samt nektar från eukalyptussläktet, kokospalm och släktet Trema. På Niu Briten hittades honor som bärade sina ungar i december och ungar som var cirka till hälften utvecklad i juni.

## Hot
Beståndet hotas främst på små öar av skogsröjningar och skogens omvandling till odlingsmark. Där minskar vissa populationer dramatisk. Ibland dödas exemplar som viltkött eller när de hämtar födan från fruktodlingar. Hela populationen anses vara stabil. IUCN kategoriserar arten globalt som livskraftig.